# Indywidualne Mistrzostwa Wielkiej Brytanii na Żużlu 1986
Indywidualne mistrzostwa Wielkiej Brytanii na żużlu – cykl turniejów żużlowych mających wyłonić najlepszych żużlowców brytyjskich w 1986 roku. Tytuł wywalczył Neil Evitts z Bradford Dukes.

## Finał
- 1 czerwca 1986 r. (niedziela),  Coventry

| Msc. | Zawodnik          | Klub                   | Pkt   |             |  |
| ---- | ----------------- | ---------------------- | ----- | ----------- |  |
| 1    | Neil Evitts       | Bradford Dukes         | 14    | (3,2,3,3,3) |  |
| 2    | Phil Collins      | Cradley Heath Heathens | 13    | (2,3,3,2,3) |  |
| 3    | Jeremy Doncaster  | Ipswich Witches        | 10 +3 | (0,3,2,2,3) |  |
| 4    | Marvyn Cox        | Oxford Cheetahs        | 10 +2 | (1,1,3,3,2) |  |
| 5    | Chris Morton      | Belle Vue Aces         | 10 +1 | (2,2,2,3,1) |  |
| 6    | Malcolm Simmons   | Hackney Kestrels       | 9     | (1,2,3,3,0) |  |
| 7    | Richard Knight    |                        | 8 +3  | (1,2,1,2,2) |  |
| 8    | Paul Thorp        | Stoke Potters          | 8 +2  | (3,1,3,w,1) |  |
| 9    | Kelvin Tatum      | Coventry Bees          | 8 +1  | (3,3,1,1,0) |  |
| 10   | Louis Carr        |                        | 8 +u  | (1,2,2,1,2) |  |
| 11   | Simon Wigg        | Oxford Cheetahs        | 7     | (2,d,0,2,3) |  |
| 12   | Andy Smith        | Belle Vue Aces         | 5     | (3,0,0,w,2) |  |
| 13   | Andrew Silver     |                        | 3     | (2,0,0,0,1) |  |
| 14   | Carl Blackbird    |                        | 3     | (0,1,1,0,1) |  |
| 15   | Simon Cross       | Cradley Heath Heathens | 2     | (0,1,d,1,0) |  |
| 16   | John Davis        | Reading Racers         | 2     | (d,0,1,1,w) |  |
|      | rez. David Clarke |                        | 0     | (0)         |  |
|      | rez. Mike Bacon   |                        | 0     | (0)         |  |